# Montertelot
Montertelot är en kommun i departementet Morbihan i regionen Bretagne i nordvästra Frankrike. Kommunen ligger i kantonen Ploërmel som tillhör arrondissementet Vannes. År 2022 hade Montertelot 370 invånare.

## Befolkningsutveckling
Antalet invånare i kommunen Montertelot
| Referens: INSEE |